# Camp David-toppmötet 2000
Camp David-toppmötet 2000 (engelska: 2000 Camp David Summit) var ett toppmöte på Camp David mellan USA:s president Bill Clinton, Israels premiärminister Ehud Barak och Palestinska myndighetens president Yasser Arafat. Toppmötet ägde rum mellan den 11 och 25 juli 2000 och var ett försök att avsluta konflikten mellan Israel och Palestina. Mötet avslutades utan att något avtal skrevs under.

## Mötet
Trots Arafats initiala motvilja övergavs Camp David utan en överenskommelse, vilket betraktas som en utlösande faktor för den andra intifadan. 
Före mötet erbjöd palestinska förhandlare betydande eftergifter, inklusive godkännande av israelisk annektering av vissa bosättningar och delvis suveränitet östra  Jerusalem. Israel presenterade endast muntliga förslag, inklusive att dra tillbaka sina styrkor från 91% av Västbanken och vissa kontroversiella villkor, som en 99-årig "lease" av Jordan Valley och en icke-militariserad palestinsk stat. 
Trots bristen på formella israeliska erbjudanden kritiserades Arafat och palestinierna av Clinton och ansågs sakna vilja till fred, vilket endast ökade spänningarna. Efter mötet eskalerade konflikten, och i december 2000 lades "Clinton-förslagen" fram, men det var för sent när konflikten redan spårat ur kontroll, med långsiktiga konsekvenser för regionen. 
Enligt vissa bedömningar visade de amerikanska tjänstemännen partiskhet för Israel, och det ensidiga narrativet att palestinierna saknade vilja för fred fick starkt fäste. 
Den andra intifadan bröt ut efter mötet. Driven av frustration över bosättningstillväxt och avsaknaden av framsteg i förhandlingarna.